# Family Life
Family Life è un film del 1971 diretto da Ken Loach.
Il regista con uno stile documentaristico mette in scena un dramma ispirato dalle teorie antipsichiatriche di Ronald Laing, che presenta uno spaccato della realtà britannica. Il film è ispirato dal dramma per la televisione "In Two Minds" scritto da David Mercer.
Fu presentato alla Quinzaine des Réalisateurs del 25º Festival di Cannes.

## Trama
Janice proviene da una famiglia piccolo borghese, attenta alle convenzioni sociali, ma è una ragazza ribelle e disordinata. Unico amico è Tim, del quale rimane incinta. Costretta ad abortire dalla madre autoritaria che teme uno scandalo, Janice viene rinchiusa in un istituto psichiatrico. Qui viene presa in cura da un medico non conformista che cerca di capire l'origine del suo disagio psichico ma, quando questi viene licenziato, viene sottoposta ad una serie di elettroshock che la annienteranno. La struttura psichiatrica che l'ha in cura si dimostra completamente incapace di capire l'origine psicologica della sua sofferenza e a nulla varranno i tentativi di Tim di venirle in aiuto. Sepolta viva, Janice scivola progressivamente nel tunnel della schizofrenia e finirà esibita come caso clinico agli studenti di un'aula di medicina, come esempio di follia irrimediabile.

## Produzione
Le riprese del film si svolsero a Shenley, Hertfordshire, Inghilterra.
La notizia che si vede nel telegiornale, sulla collisione in volo tra due bombardieri della RAF, è reale e avvenne  nei pressi di Mansfield a Nottingham il 29 gennaio del 1971.